# Sportforum Chemnitz
Das Sportforum Chemnitz im Stadtteil Bernsdorf ist eine Sportanlage in Chemnitz, Sachsen. Auf ihrem Gelände befindet sich auch das Sportgymnasium Chemnitz mit Internat.

## Beschreibung
Das Hauptstadion mit Fußballfeld und Leichtathletikanlage besitzt eine Zuschauerkapazität von 18.500 Plätzen, die nahe Leichtathletikhalle mit Wettkampfanlage, Trainingsanlage und Sprintbahn bietet 1450 Zuschauern Platz. Die südwestlich des Hauptstadions gelegene Radrennbahn (Zementoval) hat eine Zuschauerkapazität von 15.000 Plätzen. Neben dem Hauptstadion ergänzen ein Großfeld-Hartplatz, der auch als Werferplatz für Leichtathletik nutzbar ist, ein Kleinfeld-Hartplatz und ein Kunstrasenplatz das Sportforum. Die 50-Meter-Schwimmhalle verfügt über acht Wettkampf-Schwimmbahnen im Wettkampfschwimmbecken und einen Strömungskanal zur Belastungssteuerung. Die 1970 errichtete Halle wurde 1976 mit einer verschiebbaren Überdachung versehen. Die Boxer-/Ringerhalle verfügt über zwei stationäre Boxringe und eine stationäre Ringermatte. Zwei Gerätturnhallen mit fest eingebauten Geräten dienen als Bundesstützpunkt für Gerätturnen, die Spielhalle ist als Trainingshalle mit drei Spielfeldern für Basketball und Volleyball oder einem Spielfeld für Handball nutzbar. Komplettiert wird das Sportforum durch eine Judohalle, die drei Wettkampfmatten besitzt.

## Geschichte
Das Sportforum Chemnitz ging aus den Anlagen der 1926 errichteten Südkampfbahn hervor. 1928 erfolgte mit dem Spiel des Chemnitzer BC gegen den Hamburger SV (4:2) die Platzweihe. Schon zuvor wurden ab 1921 auf diesem Gelände provisorisch Sportveranstaltungen betrieben. Zwischen 1933 und 1938 erfolgte der Ausbau der Südkampfbahn und Umbenennung in „Großkampfbahn“. Sie wurde zwischen 1938 und 1945 als Aufmarschplatz und Flakstellung zweckentfremdet. Nach 1945 wurden die Trümmer der Innenstadt in das Areal gebracht, worauf ab 1950 eine Radrennbahn angelegt wurde. Im selben Jahr erfolgte die Umbenennung in „Ernst-Thälmann-Stadion“. Seit der deutschen Wiedervereinigung trägt die Anlage den Namen „Sportforum“. Im Sportforum trug der Chemnitzer FC zeitweise seine Heimspiele sowie alle Europapokalspiele aus.
Heute ist das Sportforum Trainingsgelände des CFC sowie teilweise Spielstätte seiner zweiten Mannschaft, des Frauenteams und der Nachwuchsmannschaften.

## Fußball-Länderspiele im Sportforum
- Deutsche Fußballnationalmannschaft; 1938–1939 (2 Länderspiele)
- Fußballnationalmannschaft der DDR; 1956–1990 (9 Länderspiele)